# NGC 685
NGC 685 je galaksija u zviježđu Eridan.

## Vanjske poveznice
- SEDS: NGC 0685